# 쿨디가구

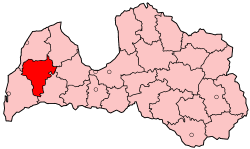
쿨디가 구의 위치

쿨디가구(라트비아어: Kuldīgas rajons)는 라트비아 서부에 있던 구로 행정 중심지는 쿨디가이며 면적은 2,499.87km2, 인구는 39,119명(2002년 기준), 인구 밀도는 15명/km2이다. 2개 시와 18개 교구를 관할했으며 2009년에 실시된 행정 구역 개편에 따라 폐지되었다. 벤츠필스 구와 탈시 구, 투쿰스 구, 살두스 구, 리예파야 구와 인접해 있었다.